# Tha Chang, Sing Buri (huyện)
Tha Chang (tiếng Thái: ท่าช้าง) là một huyện (amphoe) ở phía nam của tỉnh Sing Buri, miền trung Thái Lan.

## Lịch sử
Ba tambons của Phrom Buri đã được tách ra để lập tiểu huyện (king amphoe) Tha Chang năm 1960. Đơn vị này đã được nâng cấp thành huyện vào năm 1963.

## Địa lý
Các huyện giáp ranh (từ phía tây theo chiều kim đồng hồ) là: Khai Bang Rachan, Mueang Sing Buri và Phrom Buri của tỉnh Sing Buri, và Chaiyo và Pho Thong của tỉnh Ang Thong.

## Hành chính
Huyện này được chia thành 4 phó huyện (tambon), các đơn vị này lại được chia ra thành 23 làng (muban').  Thon Samo là một đô thị một phó huyện (thesaban tambon) nằm trên phần lớn tambon Thon Samo và Phikun Thong. Có 2 Tổ chức hành chính tambon.
| STT. | Tên          | Thai     | Dân số |
| ---- | ------------ | -------- | ------ |
| 1.   | Thon Samo    | ถอนสมอ   | 6.400  |
| 2.   | Pho Prachak  | โพประจักษ์ | 3.572  |
| 3.   | Wihan Khao   | วิหารขาว  | 1.997  |
| 4.   | Phikun Thong | พิกุลทอง   | 3.207  |